# Route der Industriekultur

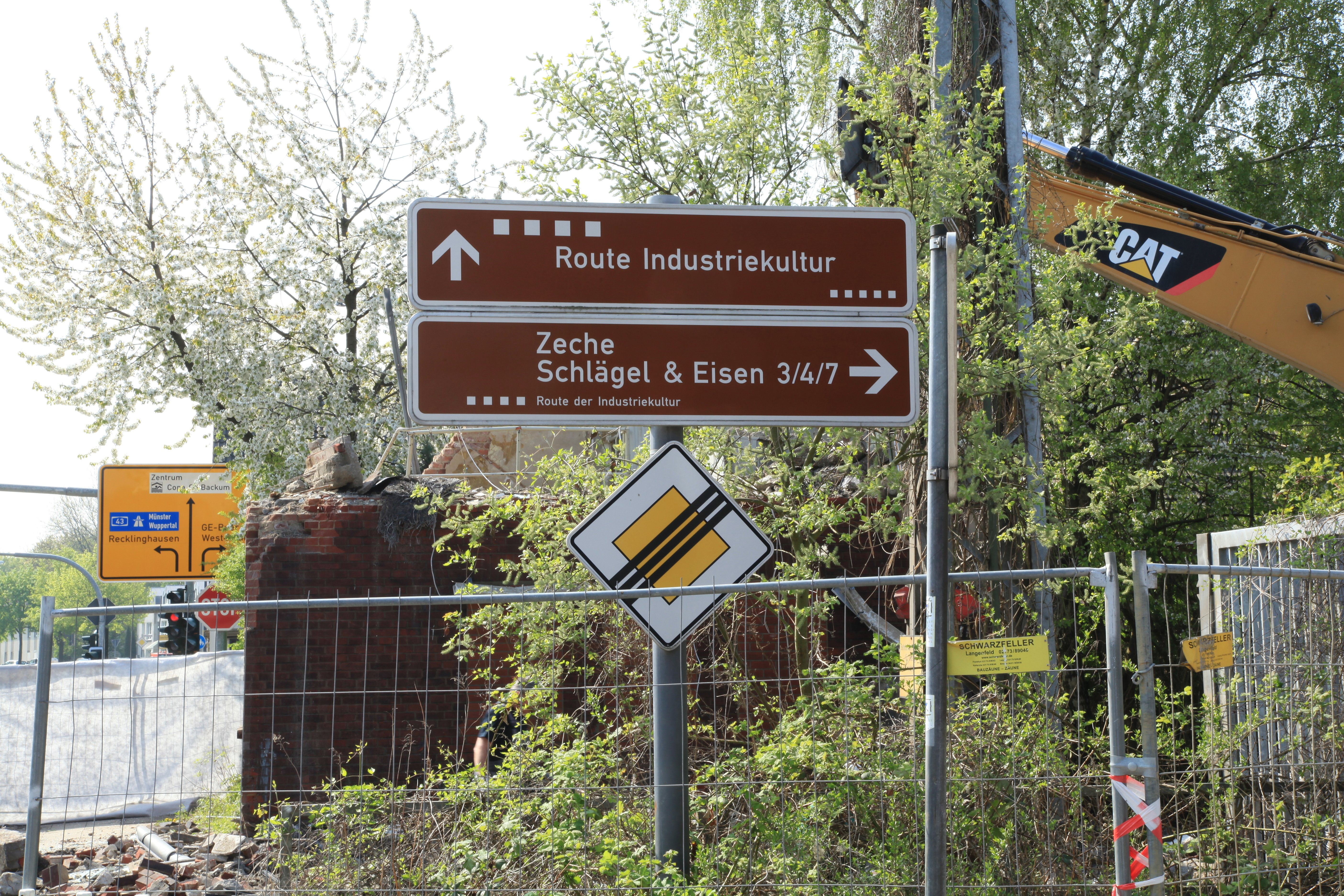

Routebordje Route der Industriekultur

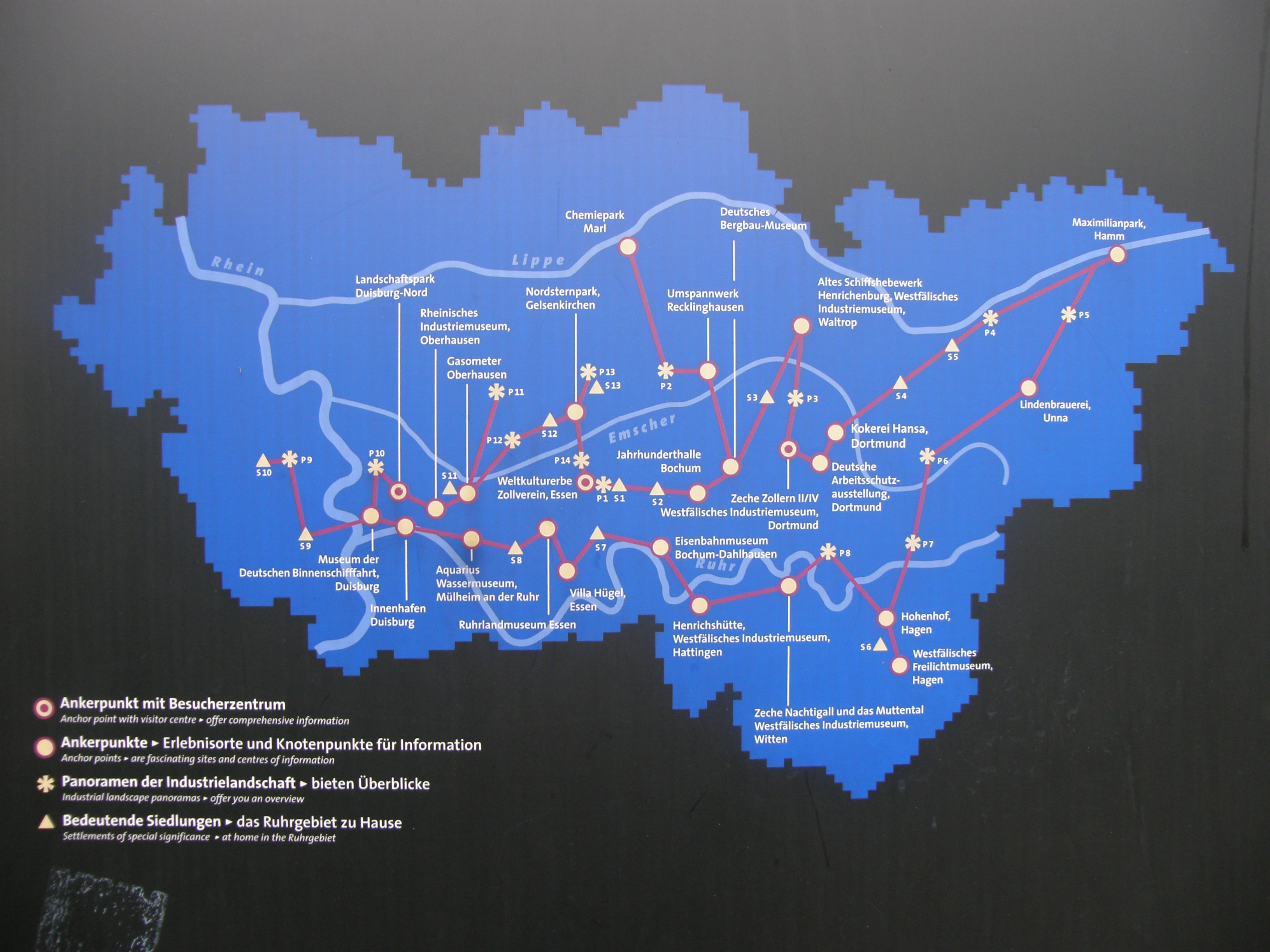
Kaart van industrieroute

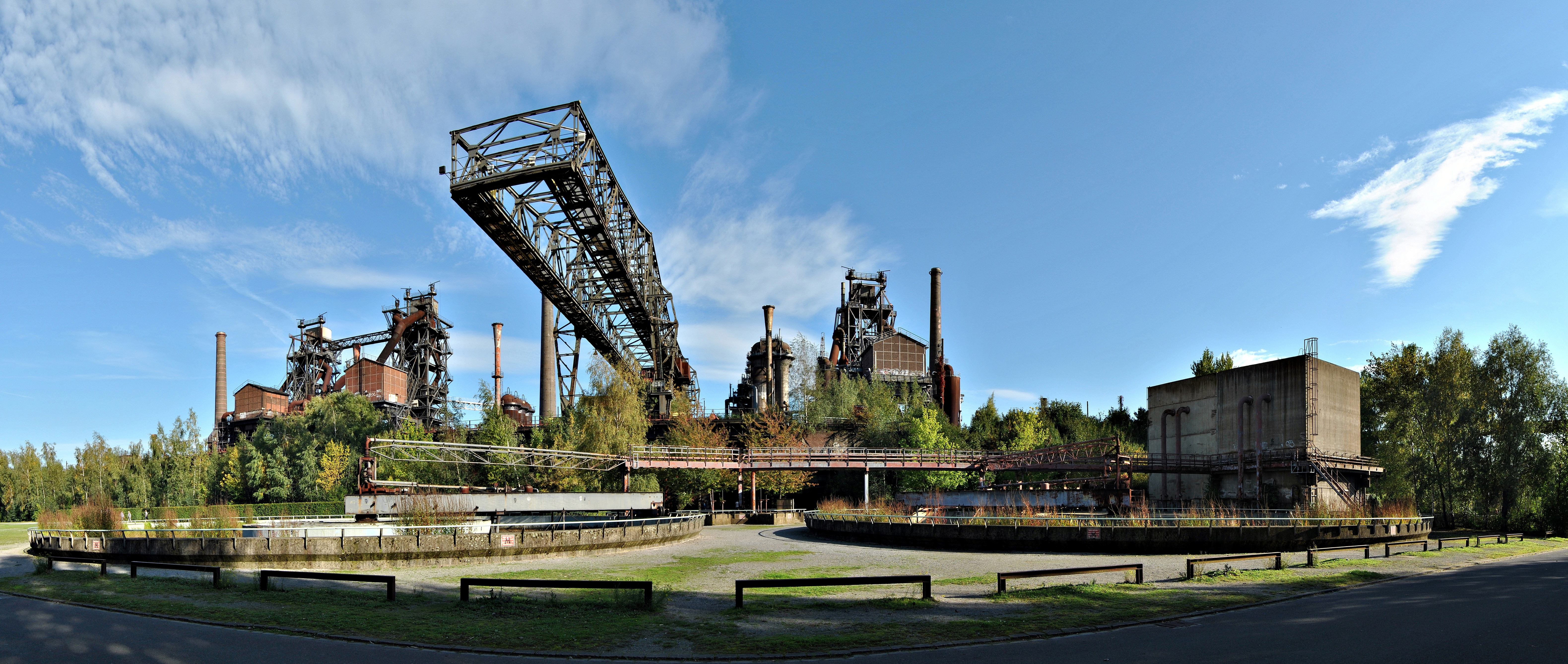
Panorama over het Landschaftspark Duisburg-Nord

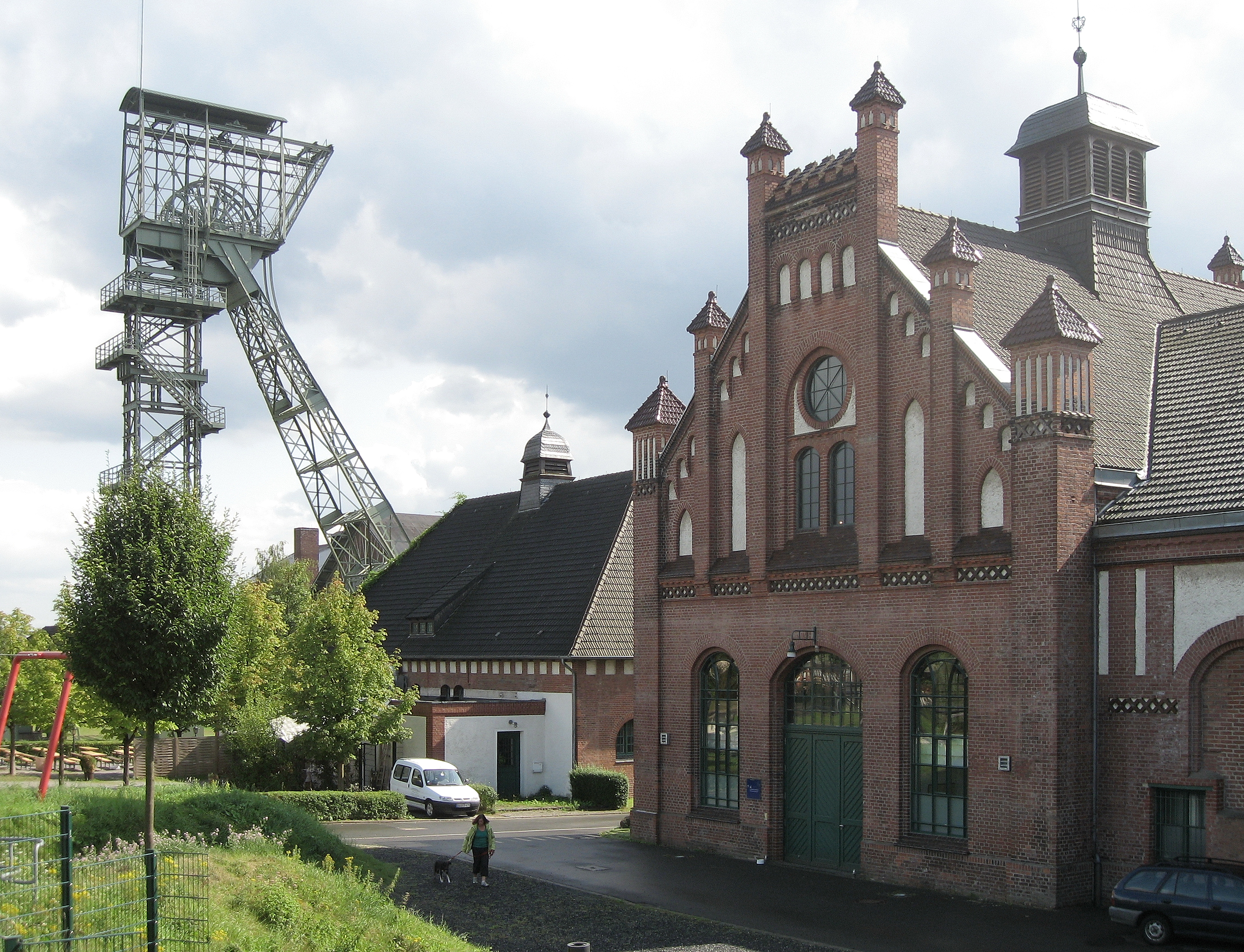
De Zeche Zollern

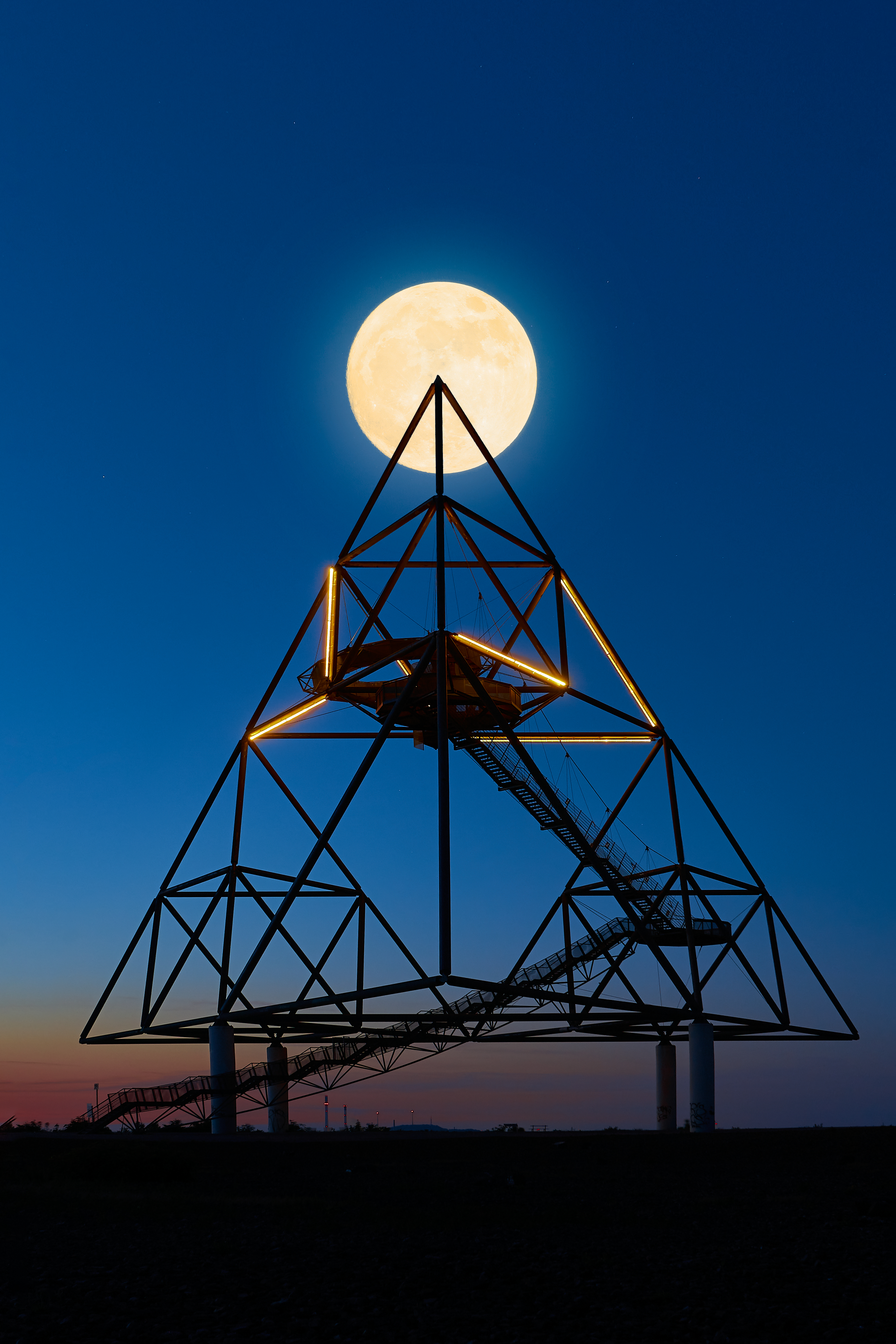
Tetraeder in Bottrop

De Route der Industriekultur is een toeristische autoroute en een Duits netwerk van toeristische bezienswaardigheden in het Ruhrgebied. De route kan gevolgd worden per bus, fiets en auto.

## Attracties
Tot de 52 hoofdattracties behoren: 
- 24 ankerpunten waarvan drie bezoekerscentra zijn
- 15 uitkijkpunten in het industrielandschap en
- 13 arbeiderswijken

### Ankerpunten en bezoekerscentra
De ankerpunten zijn attractieparken en knooppunten. Beschrijving van west naar oost:  
- Museum der Deutschen Binnenschifffahrt, Duisburg
- Innenhafen Duisburg
- LVR-Industriemuseum Oberhausen, vorm. Rheinisches Industriemuseum (RIM)
- Landschaftspark Duisburg-Nord
- Gasometer Oberhausen in CentrO
- Aquarius-Wassermuseum, Mülheim an der Ruhr
- Villa Hügel, Essen
- Nordsternpark, Gelsenkirchen
- Werelderfgoed Zeche Zollverein, Essen
- Chemiepark Marl
- Eisenbahnmuseum Bochum-Dahlhausen
- Henrichshütte, Hattingen
- Jahrhunderthalle Bochum
- Umspannwerk Recklinghausen
- Deutsches Bergbau-Museum, Bochum
- Zeche Nachtigall, Witten
- Schiffshebewerk Henrichenburg, Waltrop
- DASA - Arbeitswelt Ausstellung, Dortmund
- Kokerei Hansa, Dortmund
- Zeche Zollern II/IV, Dortmund
- Hohenhof, Hagen
- Westfälisches Freilichtmuseum, Hagen
- Lindenbrauerei, Unna
- Maximilianpark, Hamm

### Uitkijkpunten
- Halde Rheinelbe, Gelsenkirchen
- Halden Hoppenbruch/Hoheward, tussen Recklinghausen en Herten
- Halde Schwerin, Castrop-Rauxel
- Halde Großes Holz, Bergkamen
- Kissinger Höhe, Hamm
- Fernsehturm Florian, Dortmund
- Hohensyburg, Dortmund
- Berger-Denkmal, Witten
- Halde Rheinpreußen, Moers
- Halde Pattberg, Moers
- Alsumer Berg, Duisburg
- Halde Haniel, Bottrop
- Tetraeder, Bottrop
- Halde Rungenberg, Gelsenkirchen
- Schurenbachhalde, Essen

### Arbeiderswijken
- Siedlung Flöz Dickebank
- Dahlhauser Heide
- Siedlung Teutoburgia, Herne-Börnig
- Alte Kolonie Eving
- Ziethenstraße bij de Zeche Preußen
- Lange Riege
- Altenhof II
- Margarethenhöhe
- Siedlung Rheinpreußen
- Alt-Siedlung Friedrich-Heinrich
- Siedlung Eisenheim
- Gartenstadt Welheim
- Siedlung Schüngelberg

### Themaroutes
Bij de Ankerpunten starten 26 themaroutes, die achtergronden en inkijken in de veelzijdige aspecten van de industriecultuur en verhalen van het Ruhrgebied. De themaroutes lopen langs meer dan 900 industrie- en techniekmonumenten. 
1. Duisburg: Stad en haven
2. Industrieel Cultuurlandschap Zollverein
3. Duisburg: Industriecultuur aan de Rijn
4. Oberhausen: Industrie maakt de stad
5. Krupp en de stad Essen
6. Dortmund: Driehoek kolen, staal en bier
7. Industriecultuur aan de rivier de Lippe
8. Erzbahn-Emscherbruch
9. Industriecultuur aan Volme en Ennepe
10. Zoutpan, stoom en kolen
11. Vroege industrialisering
12. Geschichte und Gegenwart der Ruhr
13. Op weg naar de blauwe Emscher
14. Kanalen en Scheepvaart
15. Bahnen im Revier
16. Westfälische Bergbauroute
17. Rheinische Bergbauroute
18. Chemie, Glas en Energie
19. Arbeiderswijken
20. Ondernemersvilla's
21. Brood, Koren en Bier
22. Mythe Ruhrgebied
23. Parks und Gärten
24. Industrienatuur
25. Panorama's und Landmarken
26. Heilige gebouwen